# THE GATE OF ORIGIN
THE GATE OF ORIGIN（ザ・ゲート・オブ・オリジン）は日本のプロレス団体DRAGON GATEが主催するプロレス興行。

## 概要
DRAGON GATEが年に一度、9月頃に仙台サンプラザで開催する大規模興行。2018年から毎年開催されている。
中継はGAORA制作による「DRAGON GATE 無限大 ～infinity～」内で放送される。

## 各興行結果

### 2018年
- 日時:2018年9月9日[1]
- 観衆:1596人（満員）

| 第1試合 6人タッグマッチ 30分1本勝負                                                    |                                      |                                                                 |
| Gamma "brother"YASSHI ×問題龍                                                          | 11分8秒 ザ・ビッグダンプ →片エビ固め | ウィリー・マック○ シュン・スカイウォーカー ワタナベヒョウ       |
| 第2試合 ドラゴンゲート&センダイガールズプロレスリング ミックス・ド・マッチ 30分1本勝負 |                                      |                                                                 |
| ○望月成晃 カサンドラ宮城                                                               | 0分6秒 顔面蹴り →片エビ固め          | “ハリウッド”ストーカー市川× 里村明衣子                          |
| 望月成晃 ○カサンドラ宮城                                                               | ※再試合 8分58秒 横入り式エビ固め     | “ハリウッド”ストーカー市川× 里村明衣子                          |
| 第3試合 8人タッグマッチ 30分1本勝負                                                    |                                      |                                                                 |
| 土井成樹 ジェイソン・リー ドラゴン・キッド ×石田凱士                                   | 16分54秒 Ben-Kボム →エビ固め         | <ANTIAS> ビッグR清水 Ben-K○ 鷹木信悟 神田裕之                   |
| 第4試合 オープン・ザ・トライアングルゲート選手権試合 60分1本勝負                       |                                      |                                                                 |
| <NATURAL VIBES> ○Kzy 横須賀ススム 堀口元気 (第63代王者組)                              | 16分35秒 韻波句徒 →体固め            | <TRIBE VANGUARD> Kagetora ヨースケ♡サンタマリア U-T× (挑戦者組) |
| ※第63代王者組が3度目の防衛に成功。                                                     |                                      |                                                                 |
| 第5試合 オープン・ザ・ブレイブゲート選手権試合 60分1本勝負                             |                                      |                                                                 |
| <ANTIAS> ○Eita (第35代王者)                                                            | 14分1秒 トラースキック →エビ固め     | <NATURAL VIBES> パンチ富永× (挑戦者)                            |
| ※第35代王者が初防衛に成功。                                                            |                                      |                                                                 |
| セミファイナル オープン・ザ・ツインゲート統一タッグ選手権試合 60分1本勝負              |                                      |                                                                 |
| <TRIBE VANGUARD> ○YAMATO B×Bハルク (第43代王者組)                                      | 25分7秒 ギャラリア →片エビ固め       | 斎藤了× ドン・フジイ (挑戦者組)                                 |
| ※第43代王者組が初防衛に成功。                                                          |                                      |                                                                 |
| メインイベント オープン・ザ・ドリームゲート選手権試合 60分1本勝負                      |                                      |                                                                 |
| <MaxiMuM> ○吉野正人 (第27代王者)                                                       | 27分4秒 ソル・ナシエンテ改           | <ANTIAS> 吉田隆司× (挑戦者)                                     |
| ※第27代王者が2度目の防衛に成功。                                                       |                                      |                                                                 |

### 2019年
- 日時:2019年9月1日[2]
- 観衆:1486人（満員）

| 第1試合 タッグマッチ 20分1本勝負                                                                                         |                                                   |                                                                          |
| <MaxiMuM> ジェイソン・リー ○石田凱士                                                                                     | 12分13秒 ジャーマンスープレックスホールド         | <望月道場> 奥田啓介× ワタナベヒョウ                                      |
| 第2試合 12選手参加 バトルロイヤル 時間無制限                                                                             |                                                   |                                                                          |
| ○斎藤了 | 13分55秒 斎了ロケット →片エビ固め                 | <R・E・D> 吉田隆司×                                                      |
| 《敗退順》問題龍→ジミー→ドン・フジイ&Gamma→神田裕之→K-ness.→“brother”YASSHI→マーティン・カービー→望月成晃→KAZMA SAKAMOTO |                                                   |                                                                          |
| 第3試合 スペシャル6人タッグマッチ 30分1本勝負                                                                            |                                                   |                                                                          |
| (センダイガールズプロレスリング) 里村明衣子 DASH・チサコ ○橋本千紘                                                       | 14分6秒 ローリングセントーン →片エビ固め          | 高橋奈七永(SEAdLINNNG) “ハリウッド”ストーカー市川× ヨースケ♡サンタマリア |
| 第4試合 6人タッグマッチ 30分1本勝負                                                                                      |                                                   |                                                                          |
| <NATURAL VIBES> Kzy 横須賀ススム ○パンチ富永                                                                             | 15分15秒 反則                                     | <R・E・D> Eita× ビッグR清水 ディアマンテ                                 |
| セミファイナル スペシャルタッグマッチ 45分1本勝負                                                                        |                                                   |                                                                          |
| <MaxiMuM> 吉野正人 ○土井成樹                                                                                             | 19分21秒 バカタレ・スライディングキック →エビ固め | Ben-K シュン・スカイウォーカー×                                          |
| メインイベント 団体設立20周年記念特別試合 Vol.9 60分1本勝負                                                              |                                                   |                                                                          |
| ウルティモ・ドラゴン ザ・グレート・サスケ(みちのくプロレス) 新崎人生(みちのくプロレス) ×ドラゴン・キッド                 | 22分51秒 ラグナロク →体固め                       | <TRIBE VANGUARD> YAMATO○ B×Bハルク KAI Kagetora                          |